# Zhang Liang
Zhang Liang (Chino: 张亮, pinyin: Zhāng Liàng; Pekín; n. 26 de marzo de 1982-), más conocido como Sean Zhang, es un actor, modelo y chef chino.

## Biografía
Antes de convertirse en modelo y actor, trabajó como chef.
En el 2005 se casó con Kou Jing, la pareja le dio la bienvenida a su primer hijo Zhang Yuexuan (Tiāntiān, 天天) el 12 de noviembre del 2007 y en el 2015 a su hija, Zhang Xueyi. Sin embargo en el 2017 se divorciaron.

## Carrera
En el 2015 se unió al elenco principal de la serie Secret Society of Men - Friends (男人帮·朋友) donde interpretó a Du Jianfeng, un genio matemático, introvertido y distante.
El 20 de septiembre del 2018 se unió al elenco principal de la serie Myth of Sword (鸣鸿传) donde dio vida a Shen Shiwu, el mejor agente del área, hasta el final de la serie el 22 de noviembre del mismo año.
El 16 de octubre del 2019 se unió al elenco principal de la serie The Gravity of a Rainbow (彩虹的重力) donde interpretó a Su Donglin, hasta el final de la serie el 20 de noviembre del mismo año.
En el 2020 se unirá al elenco principal de la serie Unmarried Queen (不婚女王) donde dará vida a Zhang Meng, un modelo con carácter que tiene problemas con su carrera la cual está experimentando un estancamiento.

## Filmografía

### Series de televisión
| Año             | Título                          | Personaje   | Notas                |
| --------------- | ------------------------------- | ----------- | -------------------- |
| 2020 - presente | Unmarried Queen                 | Zhang Meng  |                      |
| 2019            | The Gravity of a Rainbow        | Su Donglin  | 40 episodios         |
| 2019            | Chong Er's Preach               | Ji Ge       |                      |
| 2018            | Myth of Sword                   | Shen Shiwu  | 56 episodios         |
| 2016 - 2017     | 1931 Love Story                 | Chen Yue    | 36 episodios         |
| 2015            | Secret Society of Men - Friends | Du Jianfeng | 40 episodios         |
| 2014            | Doctor Stranger                 | Sean Zhang  | (aparición especial) |

### Películas
| Año  | Título                   | Personaje    | Notas                                                                             |
| ---- | ------------------------ | ------------ | --------------------------------------------------------------------------------- |
| 2018 | Love Only                | -            | junto a Lee Hyun-jae, Michelle Bai, Bea Hayden y Jonathan Wong                    |
| 2017 | Guns And Kidneys         | Lao San      | junto a Huang Jingyu, Wang Qianyuan, Wang Likun, Ivy Chen y Zhang Lanxin          |
| 2017 | Come Across Love         | Xiaoxian Fan | junto a Zhang Yuqi, Ludi Lin y Wang Shaoyong                                      |
| 2016 | Three Weddings           | Gu Shi       | junto a Dong Jie y Sun Qian                                                       |
| 2015 | Emperor's Holidays       | Liang Zi     | junto a Jimmy Lin, Tian Liang, Guo Tao, Sung Dong-il, Kim Jeong-hoon y Jang Gwang |
| 2014 | Where Are We Going, Dad? | Él mismo     | junto a Jimmy Lin, Tian Liang, Wang Yuelun y Li Rui                               |
| 2012 | Just Call Me Nobody 2    | -            | junto a Sun Yoki, Zhao Benshan, Li En Sheng y Xiaoshenyang                        |

### Programa de variedades
| Año             | Programa                                      | Notas                              |
| --------------- | --------------------------------------------- | ---------------------------------- |
| 2013, 2015-2019 | Happy Camp (快乐大本营)                       | 14 episodios - invitado            |
| 2018            | Brave World (勇敢的世界)                      | invitado                           |
| 2018            | Future of the Earth (地球之子)                |                                    |
| 2017            | Chinese Restaurant Season 1 (中餐厅)          | 11 episodios - miembro             |
| 2017            | Give Me Five (高能少年团第)                   | (ep. #8) - invitado                |
| 2016            | We Are Seventeen (我们十七岁)                 | (ep. #3) - invitado                |
| 2016            | Run For Time: Season Two (全员加速中2)        | invitado                           |
| 2016            | 拜拜啦肉肉                                    |                                    |
| 2016            | Number One Surprise (头号惊喜)                |                                    |
| 2016            | 光影星播客                                    |                                    |
| 2016            | Day Day Up (天天向上)                         | invitado                           |
| 2016            | Back to Youth (我们十七岁)                    |                                    |
| 2016            | 亮子运动                                      |                                    |
| 2016            | Up Idol Season 2 (我们来了2)                  | (ep. #6) - invitado                |
| 2016            | 说出我世界                                    | 2 episodios                        |
| 2016            | 谁是你的菜                                    |                                    |
| 2016            | Challenger's Alliance (挑战者联盟)            |                                    |
| 2016            | 对口型大作战                                  |                                    |
| 2016            | 娜就这么说                                    |                                    |
| 2016            | Fresh Sunday (透鲜滴星期天)                   | (ep. #1, 12) - invitado            |
| 2016            | 妈妈的牵挂                                    |                                    |
| 2015 - 2016     | Run for Time: Season One (全员加速中)         | 9 episodios - miembro              |
| 2015            | Up Idol Season 1 (偶像来了1)                  | (ep. #5) - invitado                |
| 2015            | Flying Man (冲上云霄)                         |                                    |
| 2015            | Super Idol (星动亚洲)                         |                                    |
| 2015            | China's Next Top Model Season 5 (中国超模5)   | co-presentador - junto a Lynn Hung |
| 2015            | Star Chef (星厨驾到)                          |                                    |
| 2015            | Fashion King Korea 3 (패션왕 비밀의 상자)     | 10 episodios - miembro             |
| 2014            | Top Gear (巅峰拍挡)                           | (ep. #4) - invitado                |
| 2014            | If You Are the One (非诚勿扰)                 |                                    |
| 2014            | Where Are We Going, Dad? 2 (爸爸去哪儿第二季) | (ep. #9-10) - invitado             |
| 2013            | Where Are We Going, Dad? (爸爸去哪儿第一季)   | 12 episodios - miembro             |

### Revistas / sesiones fotográficas
| Año              | Título                                          | Notas |
| ---------------- | ----------------------------------------------- | ----- |
| 2016             | NEWSTAR                                         |       |
| 2016             | CHIC (小资)                                     |       |
| 2011 - 2016      | MEN’S UNO (风度)                                |       |
| 2013, 2016       | Harper's Bazaar (时尚芭莎)                      |       |
| 2015             | Citizine (城市画报)                             |       |
| 2015             | 舒适                                            |       |
| 2008, 2013, 2015 | 精品购物指南                                    |       |
| 2011 - 2014      | 时装男士                                        |       |
| 2014             | VOGUE (服饰与美容)                              |       |
| 2014             | ROUGE (如丝)                                    |       |
| 2014             | Beijing Youth Weekly (北京青年周刊)             |       |
| 2014             | 芭莎珠宝                                        |       |
| 2014             | 男人风尚                                        |       |
| 2014             | Southen Metropolis Entertainment (南都娱乐周刊) |       |
| 2014             | 南方都市报                                      |       |
| 2014             | Cosmo Bride (时尚新娘)                          |       |
| 2012 - 2014      | Men's JOKER (型男志)                            |       |
| 2013, 2014       | SELF (悦己)                                     |       |
| 2011, 2014       | FHM (男人装)                                    |       |
| 2013             | ELLE Plus                                       |       |
| 2013             | 时尚男士健康                                    |       |
| 2013             | 风尚志                                          |       |
| 2013             | 1626潮流双周刊                                  |       |
| 2013             | 魅力先生                                        |       |
| 2013             | 人物                                            |       |
| 2012, 2013       | BAZAAR Men's Style (芭莎男士)                   |       |
| 2010, 2012, 2013 | Esquire (时尚先生)                              |       |
| 2012             | FIGARO (费加罗)                                 |       |
| 2012             | COSMOPOLITAN (时尚)                             |       |
| 2011             | COLLECTION (男人装)                             |       |
| 2011             | GQ (智族)                                       |       |